# 400 mètres féminin aux championnats du monde d'athlétisme en salle 2022
Pour un article plus général, voir Championnats du monde d'athlétisme en salle 2022.
Navigation
2018 2024
L'épreuve du 400 mètres féminin des championnats du monde en salle de 2022 se déroule les 18 et 19 mars 2022 dans la Štark Arena de Belgrade, en Serbie.

## Résultats

### Séries
Les 2 premières de chaque série (Q) et les deux meilleurs temps (q) se qualifient pour les demi-finales.
| Rang | Série | Couloir | Athlète                   | Pays                    | Temps | Notes |
| ---- | ----- | ------- | ------------------------- | ----------------------- | ----- | ----- |
| 1    | 2     | 5       | Femke Bol                 | Pays-Bas                | 51.48 | Q     |
| 2    | 5     | 2       | Shaunae Miller-Uibo       | Bahamas                 | 51.74 | Q, SB |
| 3    | 1     | 6       | Phil Healy                | Irlande                 | 51.75 | Q     |
| 4    | 5     | 5       | Stephenie Ann McPherson   | Jamaïque                | 51.86 | Q     |
| 5    | 1     | 5       | Lieke Klaver              | Pays-Bas                | 51.96 | Q     |
| 6    | 5     | 6       | Modesta Justė Morauskaitė | Lituanie                | 52.11 | q     |
| 7    | 4     | 5       | Natalia Kaczmarek         | Pologne                 | 52.22 | Q     |
| 8    | 5     | 4       | Roxana Gómez              | Cuba                    | 52.25 | q, SB |
| 9    | 4     | 4       | Aliyah Abrams             | Guyana                  | 52.34 | Q     |
| 10   | 3     | 6       | Justyna Święty-Ersetic    | Pologne                 | 52.37 | Q     |
| 11   | 4     | 3       | Camille Laus              | Belgique                | 52.51 | SB    |
| 12   | 2     | 6       | Ama Pipi                  | Grande-Bretagne         | 52.53 | Q     |
| 13   | 1     | 4       | Sada Williams             | Barbade                 | 52.65 |       |
| 14   | 2     | 3       | Jessica Beard             | États-Unis              | 52.72 |       |
| 15   | 4     | 6       | Lynna Irby                | États-Unis              | 52.78 |       |
| 16   | 1     | 3       | Roneisha McGregor         | Jamaïque                | 52.89 |       |
| 17   | 3     | 4       | Jessie Knight             | Grande-Bretagne         | 52.93 | Q     |
| 18   | 3     | 5       | Lada Vondrová             | Tchéquie                | 52.94 |       |
| 19   | 1     | 1       | Cátia Azevedo             | Portugal                | 53.01 |       |
| 20   | 1     | 2       | Gunta Vaičule             | Lettonie                | 53.05 | SB    |
| 21   | 2     | 4       | Tereza Petržilková        | Tchéquie                | 53.05 |       |
| 22   | 4     | 1       | Sara Gallego              | Espagne                 | 53.13 |       |
| 23   | 5     | 3       | Maja Ćirić                | Serbie                  | 53.36 |       |
| 24   | 3     | 3       | Sophie Becker             | Irlande                 | 53.47 |       |
| 25   | 4     | 2       | Irini Vasiliou            | Grèce                   | 53.62 | SB    |
| 26   | 3     | 2       | Megan Moss                | Bahamas                 | 54.03 |       |
| 27   | 2     | 2       | Micha Powell              | Canada                  | 54.65 |       |
| 28   | 5     | 1       | Yanique Haye-Smith        | Îles Turques-et-Caïques | 56.20 |       |

### Demi-finales
Les 3 premières de chaque série (Q) se qualifient pour la finale.
| Rang | Série | Couloir | Athlète                   | Pays            | Temps | Notes |
| ---- | ----- | ------- | ------------------------- | --------------- | ----- | ----- |
| 1    | 1     | 4       | Stephenie Ann McPherson   | Jamaïque        | 51.26 | Q, SB |
| 2    | 1     | 5       | Femke Bol                 | Pays-Bas        | 51.28 | Q     |
| 3    | 2     | 5       | Shaunae Miller-Uibo       | Bahamas         | 51.38 | Q, SB |
| 4    | 1     | 3       | Aliyah Abrams             | Guyana          | 51.57 | Q, AR |
| 5    | 2     | 3       | Justyna Święty-Ersetic    | Pologne         | 51.67 | Q     |
| 6    | 2     | 4       | Lieke Klaver              | Pays-Bas        | 51.81 | Q     |
| 7    | 1     | 6       | Natalia Kaczmarek         | Pologne         | 51.87 |       |
| 8    | 2     | 1       | Jessie Knight             | Grande-Bretagne | 51.93 | SB    |
| 9    | 2     | 2       | Modesta Justė Morauskaitė | Lituanie        | 52.00 |       |
| 10   | 1     | 2       | Roxana Gómez              | Cuba            | 52.28 |       |
| 11   | 2     | 6       | Phil Healy                | Irlande         | 52.40 |       |
| 12   | 1     | 1       | Ama Pipi                  | Grande-Bretagne | 52.95 |       |

### Finale
| Rang               | Couloir | Athlète                 | Pays     | Temps   | Notes |
| ------------------ | ------- | ----------------------- | -------- | ------- | ----- |
| Médaille d'or      | 6       | Shaunae Miller-Uibo     | Bahamas  | 50 s 31 | SB    |
| Médaille d'argent  | 4       | Femke Bol               | Pays-Bas | 50 s 57 |       |
| Médaille de bronze | 5       | Stephenie Ann McPherson | Jamaïque | 50 s 79 | NR    |
| 4                  | 3       | Justyna Święty-Ersetic  | Pologne  | 51 s 40 |       |
| 5                  | 2       | Aliyah Abrams           | Guyana   | 52 s 34 |       |
| 6                  | 1       | Lieke Klaver            | Pays-Bas | 52 s 67 |       |

## Légende
Records et Performances
- AR : Record continental (area record)
- CR : Record des championnats (championship record)
- MR : Record du meeting (meet record)
- NR : Record national (national record)
- OR : Record olympique (olympic record)
- PR : Record paralympique (paralympic record)
- PB : Record personnel (personal best)
- SB : Meilleure performance personnelle de la saison (season's best)
- WL : Meilleure performance mondiale de l'année (world leader)
- WJR : Record du monde junior (world junior record)
- WR : Record du monde (world record)

Circonstances et Conditions
- DNF : N'a pas terminé (did not finish)
- DNS : N'a pas pris le départ (did not start)
- DQ : Disqualification (disqualification)
- NM : Aucun essai valable enregistré (No Mark)
- Q : Qualifié « directement » au prochain tour (ou à la prochaine compétition), lors d'une compétition majeure, grâce au classement ou à la réalisation des minima (automatic qualifier)
- q : Qualifié au prochain tour (ou à la prochaine compétition), lors d'une compétition majeure, grâce au repêchage ou à la réalisation de l'une des meilleures performances parmi celles des « non qualifiés directement » (grâce au meilleur temps ou à la meilleure distance par exemple) (secondary qualifier)